# Zelenaši
Zelenaši (Zieloni) – określenie członków czarnogórskiego ruchu niepodległościowego w latach 1918–1945, wspierającego rodzimą dynastię Petrović-Njegoš.

## Okres 1918–1941
Nazwa Zelenaši pochodziła od zielonych kart wyborczych użytych przez czarnogórskich separatystów podczas sesji nielegalnego Zgromadzenia w Podgoricy w 1918 r. Głosowali oni wówczas za niezależnością Królestwa Czarnogóry, przeciwstawiając się wejściu ich kraju do nowo powstałego Królestwa Serbów, Chorwatów i Słoweńców (od 1929 r. Królestwa Jugosławii). Ich politycznymi przywódcami byli Krsto Todorov-Zrnov Popović i Novica Radović. W styczniu 1919 r. zorganizowali z tajnym wsparciem Włoch tzw. powstanie bożonarodzeniowe, skierowane głównie przeciwko Serbom. Wojska rządowe złamały opór powstańców w latach 1922–1923, w wyniku czego powstanie załamało się, a jego przywódcy uciekli do Włoch. Pojedyncze oddziałki partyzanckie przetrwały w górzystych rejonach aż do 1929 r.

## II wojna światowa
Podczas II wojny światowej Zelenaši podjęli politykę kolaboracji z faszystowskimi Włochami, ponownie dążąc do utworzenia niezależnej Czarnogóry. Na ich czele stanął Krsto Zrnov Popović, który powrócił z wygnania. Podjęli oni walkę z komunistyczną partyzantką Josipa Broz Tity. Ich oddziały były nazywane Lovćen brigada. Ich symbolem była flaga w barwach Serbii, używana także przez miejscowych czetników. Po pewnym czasie nastąpił rozłam w ruchu. Część działaczy przyłączyła się do komunistów, a inni do pro-serbskich czetników. Po zakończeniu wojny wielu przywódców Zelenašów zostało skazanych na śmierć w Jugosławii pod zarzutem kolaboracji z włoskimi okupantami.